# Jayne County
Jayne County, rodným jménem Wayne Rogers, rovněž známá jako Wayne County (* 13. července 1947) je americká trans zpěvačka.
Z rodné Georgie odjela do New Yorku v roce 1967. Nejprve vystupovala pod jménem Wayne County, později si jej v rámci transzice změnila na Jayne County. V roce 1969 hrála v divadelní hře Femme Fatale, kterou napsal Jackie Curtis. V roce 1972 založila protopunkovou hudební skupinu Queen Elizabeth, která však nestihla vydat žádné nahrávky a rozpadla se. Dva roky poté vznikla skupina Wayne County and the Backstreet Boys, se kterou Jayne County nahrála tři písně pro kompilaci Max's Kansas City: New York New Wave. V roce 1976 byly záznamy z koncertů skupiny použity v dokumentárním filmu The Blank Generation, jehož režiséry byli Amos Poe a Ivan Král. Později vystupovala se skupinou Wayne County & the Electric Chairs.